# 紅裏斜紋天蛾
紅裏斜纹天蛾（學名：Theretra alecto）是天蛾科長喙天蛾族的一個物種，分布於东洋界各地、古北界較暖的地區及東南歐的邊沿。
雙翼展開有75到106毫米。外型與白眉斜紋天蛾近似，但兩者寄生的植物不同。

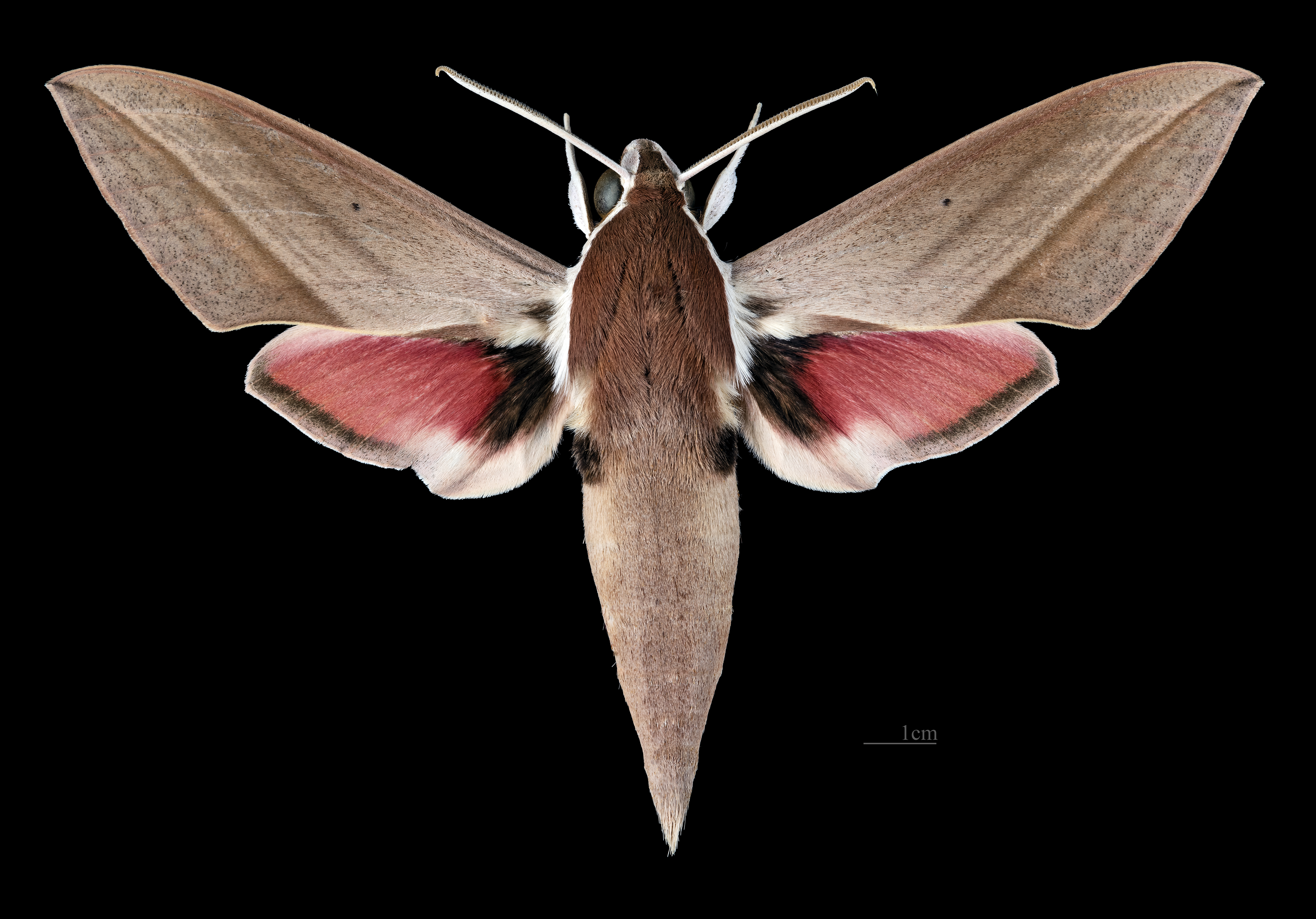
♂ Theretra alecto
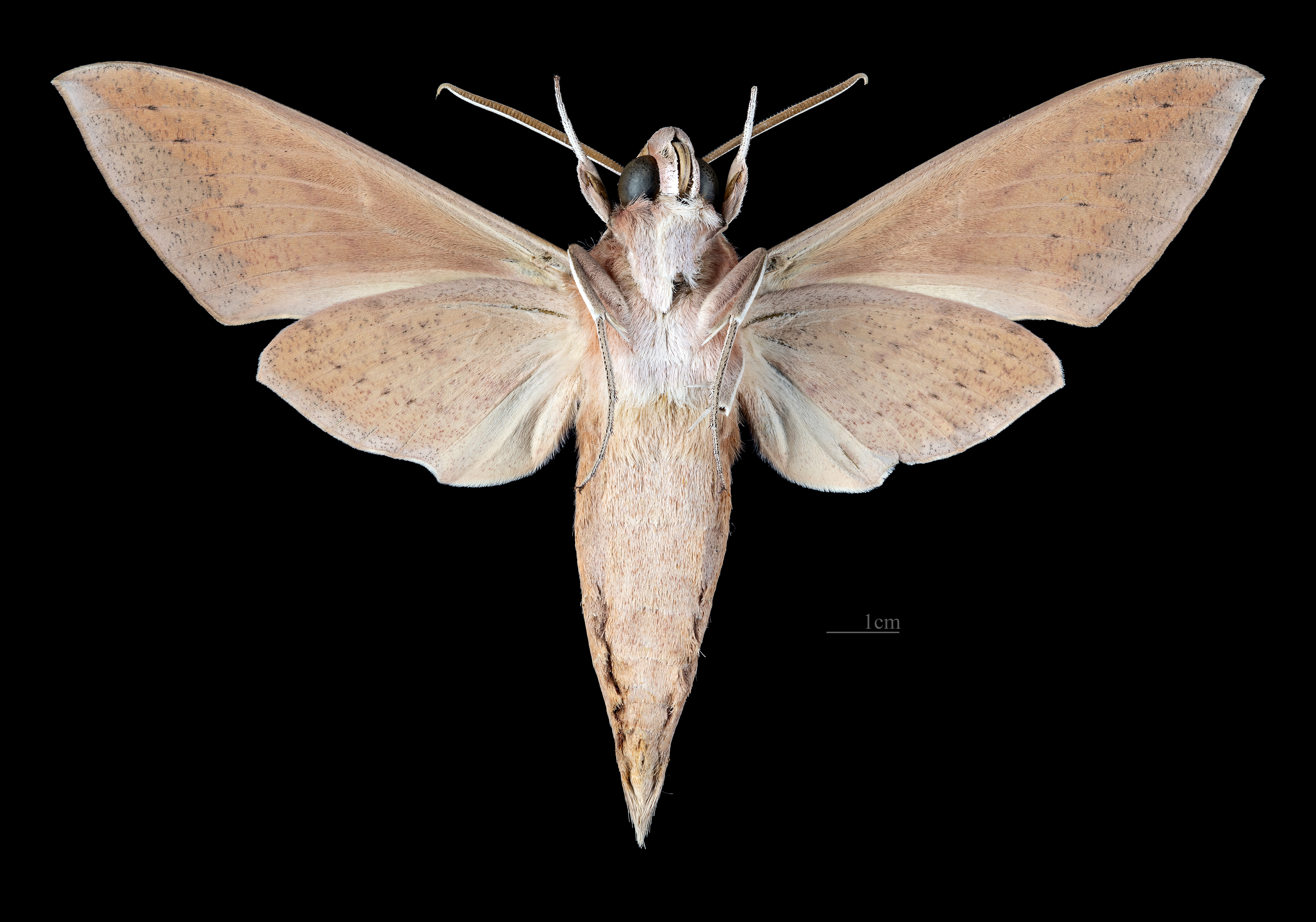
♂  △ Theretra alecto
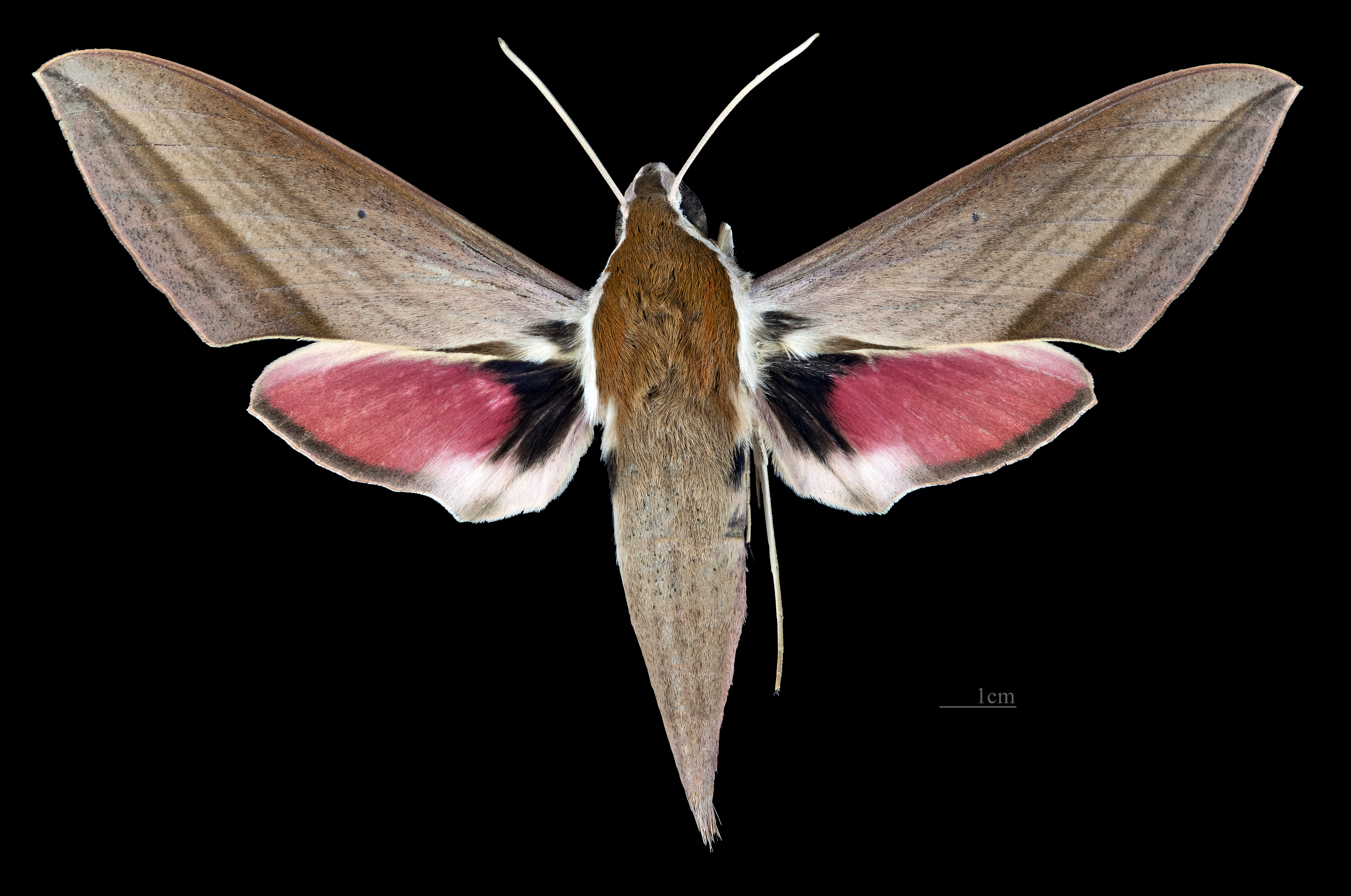
♀ Theretra alecto'
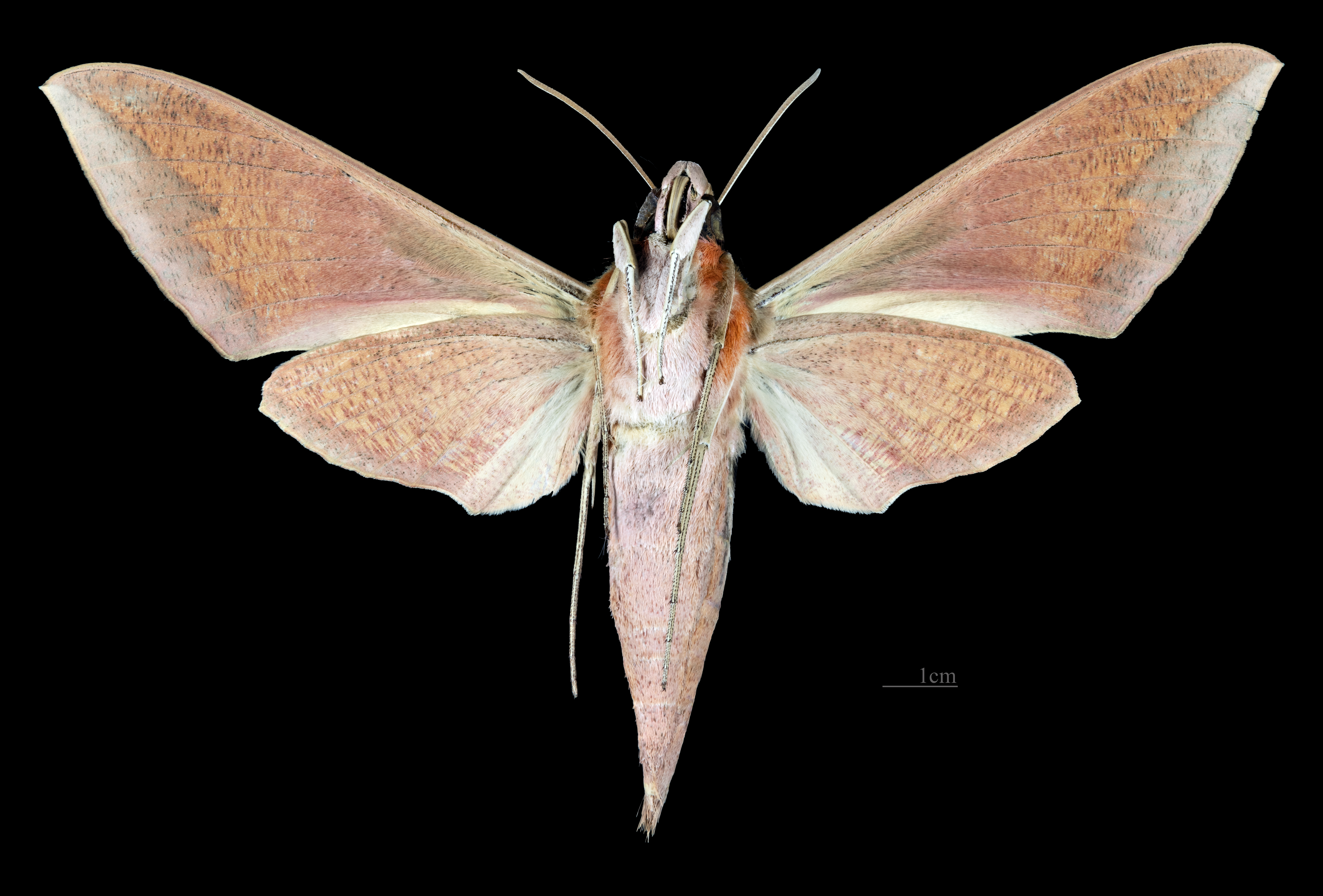
♀  △ Theretra alecto
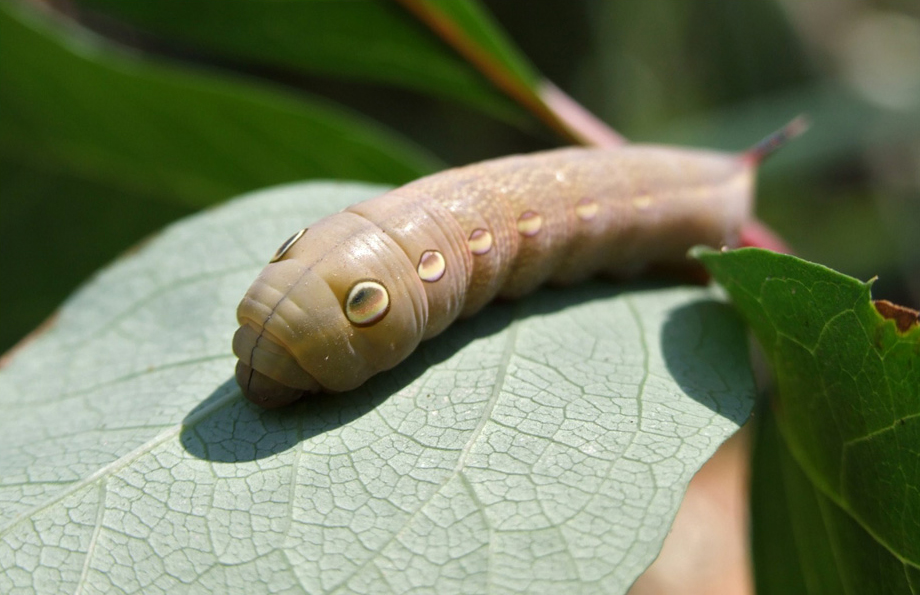
幼蟲
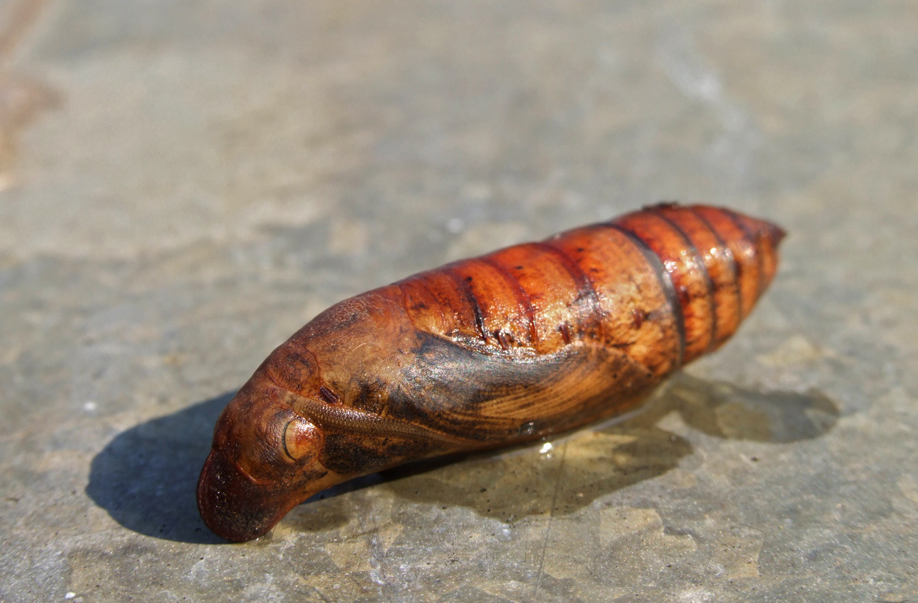
蛹

## 外部連結
- 維基物種上的相關：紅裏斜纹天蛾